# Napoléon Jacques
Pour les articles homonymes, voir Jacques.

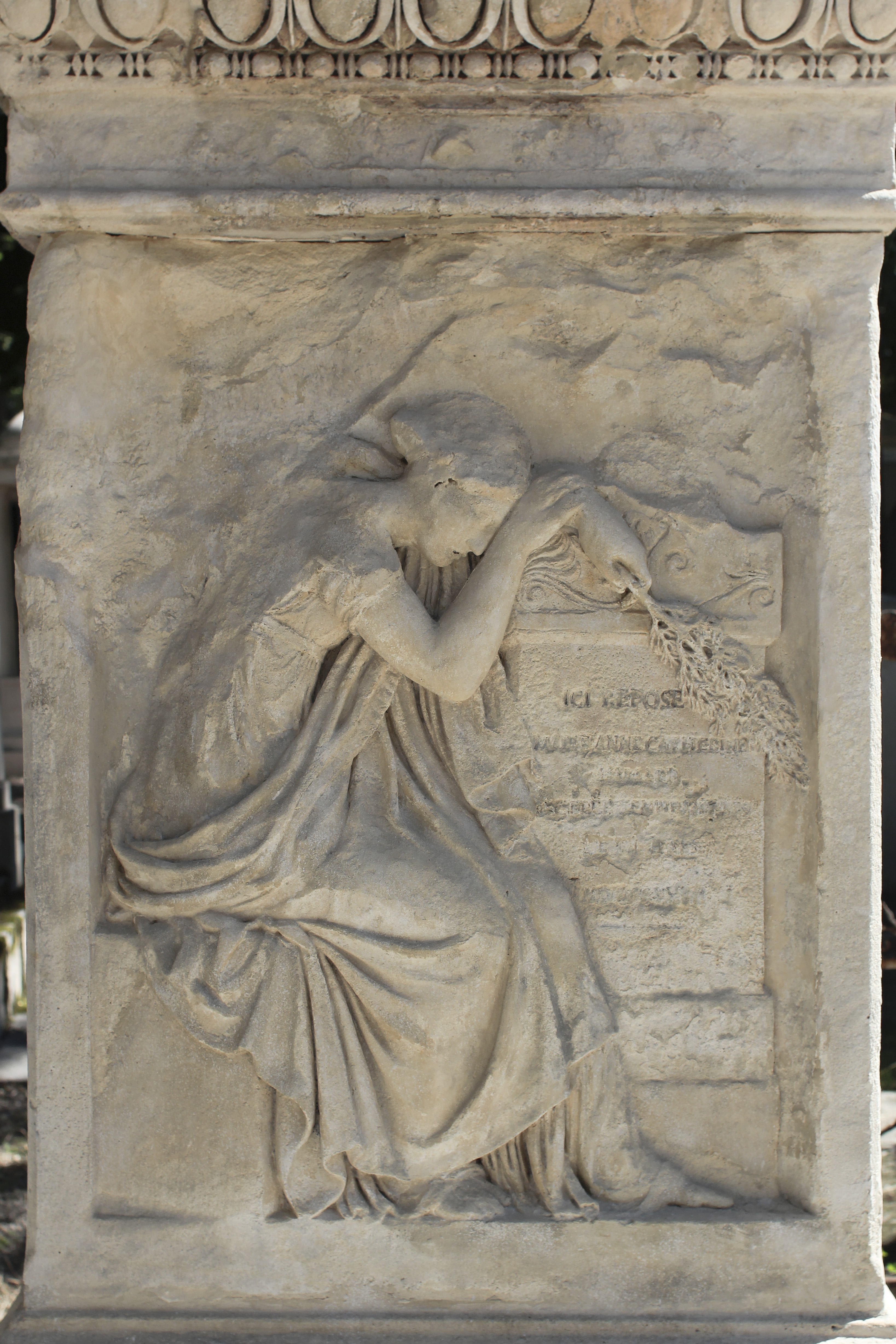
Détail de la tombe au cimetière du Père-Lachaise.

Théodore-Joseph-Napoléon Jacques, dit Napoléon Jacques, né le 12 mai 1804 à Paris et mort à Paris 10e le 28 mars 1876, est un sculpteur français.

## Biographie
Napoléon Jacques est l'élève de Pierre Cartellier. Il est obtient le second prix de Rome en 1828,.
On sait peu de choses sur son activité artistique si ce n’est qu’il a travaillé pendant 25 années, entre 1833 et 1858, en Russie et principalement à Saint-Pétersbourg. Il est l’auteur du monument en bronze du tsar Pierre le Grand à Cronstadt, daté de 1842.
Il y a aussi réalisé de nombreuses petites figures en bronze de métiers populaires, comme Le Forgeron, Le Charpentier… .  
Rentré en France, il obtient une médaille d’honneur au Salon des artistes français de 1861.
Il est l'auteur du bas-relief ornant la sépulture de sa mère, au cimetière du Père-Lachaise (27e division), représentant une jeune pleureuse drapée à l'antique. L’artiste y est également inhumé.

## Œuvres
Liste non exhaustive :
- Statue de Jean Cousin, cour Napoléon du Musée du Louvre à Paris[9]
- Bas-relief, cimetière du Père-Lachaise à Paris
- Monument en bronze du tsar Pierre le Grand à Cronstadt